# Вакуленко Марія Петрівна
Марія Петрівна Вакуленко (? — ?) — українська радянська діячка, робітниця Другого цукрового комбінату імені Петровського Олександрівського району Кіровоградської області. Депутат Верховної Ради СРСР 4-го скликання.

## Життєпис
Народилася в селянській родині.
На 1954 рік — робітниця 2-го цукрового комбінату імені Петровського Олександрівського району Кіровоградської області.